# Цјано ди Сото (Болоња)
Цјано ди Сото (итал. Ziano di Sotto) је насеље у Италији у округу Болоња, региону Емилија-Ромања.
Према процени из 2011. у насељу је живело 72 становника. Насеље се налази на надморској висини од 122 м.